# Aeroporti in Austria
Il seguente è l'elenco degli aeroporti in Austria:

Mappa degli aeroporti in Austria.

| Aeroporto                     | Città      | ICAO | IATA | Stato         |
| Aeroporto di Graz             | Graz       | LOWG | GRZ  | Stiria        |
| Aeroporto di Innsbruck        | Innsbruck  | LOWI | INN  | Tirolo        |
| Aeroporto di Klagenfurt       | Klagenfurt | LOWK | KLU  | Carinzia      |
| Aeroporto di Linz             | Linz       | LOWL | LNZ  | Alta Austria  |
| Aeroporto di Salisburgo       | Salisburgo | LOWS | SZG  | Salisburghese |
| Aeroporto di Vienna-Schwechat | Vienna     | LOWW | VIE  | Bassa Austria |